# 祖·岩士唐 (足球球探)
祖·岩士唐（英語：Joe Armstrong，1894年–1975年），已故英格蘭球探，知名於發掘、等曼聯年輕球員。
第二次世界大戰後，岩士唐接替路爾斯·洛卡，成為曼聯首席球探。他與預備隊領隊，後來的球探緊密合作。20世紀50年代初，年輕球員陸續上演地標戰，就是對他們球探技能的讚揚。
1953年初，岩士唐簽入年僅15歲的，後來被廣泛認為是世界上最好的足球員之一，成為曼聯歐洲冠軍球會盃冠軍隊和英格蘭1966年世界盃冠軍隊其中一員。
另一個引人注目的簽約是，以17歲之齡成為曼聯一隊成員，18歲代表英格蘭國家隊，在慕尼黑空難受傷兩周後離世前，贏得兩面英格蘭甲組聯賽冠軍獎牌，為國家隊上陣18次。
1975年，岩士唐逝世，終年81歲。